# الغواصة الألمانية يو-581
غواصة يو-581 غواصة يو بوت ألمانية من غواصة الفئة السابعة سي بنيت لسلاح بحرية ألمانيا النازية كريغسمارينه، في أحواض بلوم+فوس خلال الحرب العالمية الثانية.

## تاريخ الخدمة
بدأ بناء السفينة في 25 سبتمبر عام 1940 في الساحة رقم 557 في هامبورغ من قبل شركة بلوم+فوس الألمانية المتخصصة ببناء السفن، وأصبحت جاهزة للإبحار في 12 يونيو 1941 وتم تدشينها رسميا في 31 يوليو من نفس العام.
خدمت السفينة مع أسطول غواصات يو الخامس من 31 يوليو 1941 لأغراض التدريب وانتقلت للعمل مع أسطول غواصات يو السابع من 1 ديسمبر 1941 حتى 2 فبراير 1942 حتى فقدانها.

## مهنة تشغيلية

### المهمة الأولى
غادرت السفينة مدينة كيل في 13 ديسمبر 1941، وأبحرت عبر بحر الشمال، وعبرت المضيق الواقع بين جزر فارو وجزر شتلاند ودخلت إلى المحيط الأطلسي. رست السفينة في سان نازير على الساحل الفرنسي الأطلسي يوم 24 من ديسمبر 1941.

#### المهمة الثانية والغرق
في 11 يناير 1942 غادرت السفينة سان نازير في رحلتها الثانية، وفي 19 من يناير يرجح أنها أغرقت سفينة الصيد البريطانية المسلحة إتش إم إس روزموند شمال شرق جزر الأزور، هناك شك في هذه الحادثة لأنه لم يتم الإبلاغ عن فقدان السفينة الحربية الصغيرة حتى هذا التاريخ.
أُغرقت السفينة بعد تعرضها لإطلاق نار من المدمرة البريطانية HMS Westcott بالقرب من جزر الأزور في 2 فبراير 1942. مات أربعة رجال في هذا الحادث ونجى 41 شخص. أحد الناجيين من الحادث كان البحار والتر سيتيك الذي سبح ستة كيلومترات إلى اليابسة وتم انقاذه وإعادته إلى ألمانيا عبر إسبانيا.